# Călinești (okręg Prahova)
Călinești – wieś w Rumunii, w okręgu Prahova, w gminie Florești. W 2011 roku liczyła 419 mieszkańców.